# Deuxième circonscription de Vaucluse
La deuxième circonscription de Vaucluse est l'une des cinq circonscriptions législatives que compte le département français de Vaucluse (84), situé en région Provence-Alpes-Côte d'Azur.
Elle est représentée à l'Assemblée nationale, lors de la XVIIe législature de la Cinquième République, par Bénédicte Auzanot, membre du Rassemblement national.

## Description géographique et démographique

### De 1958 à 1986
La deuxième circonscription de Vaucluse  était composée de :
- Canton d'Apt
- Canton de Bonnieux
- Canton de Cadenet
- Canton de Carpentras-Nord
- Canton de Carpentras-Sud
- Canton de Gordes
- Canton de Mormoiron
- Canton de Pernes-les-Fontaines
- Canton de Pertuis
- Canton de Sault.

Source : Journal Officiel du 14-15 Octobre 1958.

### De 1988 à 2010
La deuxième circonscription de Vaucluse a d'abord été délimitée par le découpage électoral de la loi no 86-1197 du 24 novembre 1986 et regroupait les divisions administratives suivantes : 
- Canton d'Apt
- Canton de Bonnieux
- Canton de Cadenet
- Canton de Cavaillon
- Canton de Gordes
- Canton de L'Isle-sur-la-Sorgue
- Canton de Pertuis.

### Depuis 2010
Depuis l'ordonnance no 2009-935 du 29 juillet 2009, ratifiée par le Parlement français le 21 janvier 2010, elle regroupe les divisions administratives suivantes : 
- Canton de Bonnieux
- Canton de Cadenet
- Canton de Cavaillon
- Canton de L'Isle-sur-la-Sorgue.

Les cantons d'Apt, Gordes et Pertuis (à l'exception de Villelaure qui reste dans cette circonscription) sont détachés de la circonscription pour former avec trois autres cantons (Carpentras-Nord, Mormoiron et Sault), détachés de la troisième circonscription, la nouvelle cinquième circonscription.
Lors du recensement général de la population en 2022, réalisé par l'Institut national de la statistique et des études économiques (INSEE), la population totale de cette circonscription est estimée à 111 093 habitants,. Cette circonscription était la douzième circonscription (sur 577) la plus peuplée avant 2010.
Avec le nouveau découpage, la circonscription a une population de 111 965 habitants en 2022.

| Nom                        | Code Insee | Intercommunalité                          | Superficie (km2) | Population (dernière pop. légale) | Densité (hab./km2) |
| -------------------------- | ---------- | ----------------------------------------- | ---------------- | --------------------------------- | ------------------ |
| Bonnieux                   | 84020      | CC Pays d'Apt-Luberon                     | 51,12            | 1 166 (2022)                      | 23                 |
| Buoux                      | 84023      | CC Pays d'Apt-Luberon                     | 17,54            | 103 (2022)                        | 5,9                |
| Cabrières-d'Avignon        | 84025      | CA Luberon Monts de Vaucluse              | 14,68            | 1 741 (2022)                      | 119                |
| Cadenet                    | 84026      | CC Communauté territoriale du Sud Luberon | 25,08            | 4 327 (2022)                      | 173                |
| Caumont-sur-Durance        | 84034      | CA Grand Avignon                          | 18,23            | 5 499 (2022)                      | 302                |
| Cavaillon                  | 84035      | CA Luberon Monts de Vaucluse              | 45,96            | 25 890 (2022)                     | 563                |
| Châteauneuf-de-Gadagne     | 84036      | CC Pays des Sorgues Monts de Vaucluse     | 13,48            | 3 495 (2022)                      | 259                |
| Cheval-Blanc               | 84038      | CA Luberon Monts de Vaucluse              | 58,56            | 4 340 (2022)                      | 74                 |
| Cucuron                    | 84042      | CC Communauté territoriale du Sud Luberon | 32,68            | 1 849 (2022)                      | 57                 |
| Fontaine-de-Vaucluse       | 84139      | CC Pays des Sorgues Monts de Vaucluse     | 7,14             | 576 (2022)                        | 81                 |
| Jonquerettes               | 84055      | CA Grand Avignon                          | 2,57             | 1 597 (2022)                      | 621                |
| Lacoste                    | 84058      | CC Pays d'Apt-Luberon                     | 10,66            | 453 (2022)                        | 42                 |
| Lauris                     | 84065      | CA Luberon Monts de Vaucluse              | 21,81            | 3 929 (2022)                      | 180                |
| Lagnes                     | 84062      | CA Luberon Monts de Vaucluse              | 16,93            | 1 707 (2022)                      | 101                |
| Le Thor                    | 84132      | CC Pays des Sorgues Monts de Vaucluse     | 35,53            | 8 887 (2022)                      | 250                |
| L'Isle-sur-la-Sorgue       | 84054      | CC Pays des Sorgues Monts de Vaucluse     | 44,57            | 20 315 (2022)                     | 456                |
| Lourmarin                  | 84068      | CA Luberon Monts de Vaucluse              | 20,18            | 1 031 (2022)                      | 51                 |
| Maubec                     | 84071      | CA Luberon Monts de Vaucluse              | 9,13             | 1 915 (2022)                      | 210                |
| Ménerbes                   | 84073      | CC Pays d'Apt-Luberon                     | 30,27            | 967 (2022)                        | 32                 |
| Mérindol                   | 84074      | CA Luberon Monts de Vaucluse              | 26,59            | 2 273 (2022)                      | 85                 |
| Oppède                     | 84086      | CA Luberon Monts de Vaucluse              | 24,1             | 1 285 (2022)                      | 53                 |
| Puget                      | 84093      | CA Luberon Monts de Vaucluse              | 17,9             | 881 (2022)                        | 49                 |
| Puyvert                    | 84095      | CA Luberon Monts de Vaucluse              | 9,78             | 842 (2022)                        | 86                 |
| Robion                     | 84099      | CA Luberon Monts de Vaucluse              | 17,7             | 4 803 (2022)                      | 271                |
| Saint-Saturnin-lès-Avignon | 84119      | CA Grand Avignon                          | 6,25             | 5 211 (2022)                      | 834                |
| Saumane-de-Vaucluse        | 84124      | CC Pays des Sorgues Monts de Vaucluse     | 20,81            | 890 (2022)                        | 43                 |
| Sivergues                  | 84128      | CC Pays d'Apt-Luberon                     | 9,39             | 44 (2022)                         | 4,7                |
| Taillades                  | 84131      | CA Luberon Monts de Vaucluse              | 6,86             | 1 998 (2022)                      | 291                |
| Vaugines                   | 84140      | CA Luberon Monts de Vaucluse              | 15,55            | 556 (2022)                        | 36                 |
| Villelaure                 | 84147      | CC Communauté territoriale du Sud Luberon | 18,25            | 3 395 (2022)                      | 186                |

## Historique des députations
| Législature | Début de mandat | Fin de mandat  | Député               | Parti politique | Observations |
| ----------- | --------------- | -------------- | -------------------- | --------------- | --- |
| IXe         | 23 juin 1988    | 1er avril 1993 | André Borel          | PS              | Maire de Pertuis. |
| Xe          | 2 avril 1993    | 21 avril 1997  | Yves Rousset-Rouard, | UDF,            | Mandat écourté à la suite d'une dissolution parlementaire décidée par Jacques Chirac.                                                       |
| XIe         | 12 juin 1997    | 18 juin 2002   | André Borel          | PS              | Maire de Pertuis. |
| XIIe        | 19 juin 2002    | 19 juin 2007   | Maurice Giro,        | UMP,            | Maire de Cavaillon. |
| XIIIe       | 20 juin 2007    | 19 juin 2012   | Jean-Claude Bouchet  | UMP             | Maire de Cavaillon (2008-2017). |
| XIVe        | 20 juin 2012    | 20 juin 2017   | Jean-Claude Bouchet  | UMP             | Maire de Cavaillon (2008-2017). |
| XVe         | 21 juin 2017    | 21 juin 2022   | Jean-Claude Bouchet  | LR              | Maire de Cavaillon (2008-2017). |
| XVIe        | 22 juin 2022    | 9 juin 2024    | Bénédicte Auzanot    | RN              | Conseillère régionale de Provence-Alpes-Côte d'Azur. Mandat écourté à la suite d'une dissolution parlementaire décidée par Emmanuel Macron. |
| XVIIe       | 8 juillet 2024  | En cours       | Bénédicte Auzanot    | RN              | Conseillère régionale de Provence-Alpes-Côte d'Azur.                                                                                        |

## Historique des élections

### Élections de 1958
| Candidat       | Candidat              | Parti          | Premier tour | Premier tour | Second tour | Second tour |  |
| Candidat       | Candidat              | Parti          | Voix         | %            | Voix        | %           |  |
| -------------- | --------------------- | -------------- | ------------ | ------------ | ----------- | ----------- |  |
|                | Claude Granoux        | PCF            | 7 975        | 19,92        | 9 258       | 22,14       |  |
|                | Pierre Augier         | SFIO           | 7 886        | 19,7         | 11 390      | 27,24       |  |
|                | Georges Santoni élu   | UNR            | 7 244        | 18,09        | 15 550      | 37,19       |  |
|                | Maurice Julien        | Radsoc         | 4 599        | 11,49        | Retrait     | Retrait     |  |
|                | Jean-Pierre Michelier | CR             | 4 475        | 11,18        | 5 615       | 13,43       |  |
|                | Maurice Charretier    | Modérés        | 4 270        | 10,67        | Retrait     | Retrait     |  |
|                | Roger Galas           | MRP            | 3 588        | 8,96         | Retrait     | Retrait     |  |
|                |                       |                |              |              |             |             |  |
| Inscrits       | Inscrits              | Inscrits       | 54 317       | 100,00       | 54 312      | 100,00      |  |
| Abstentions    | Abstentions           | Abstentions    | 12 949       | 23,84        | 11 598      | 21,35       |  |
| Votants        | Votants               | Votants        | 41 368       | 76,16        | 42 714      | 78,65       |  |
| Blancs et nuls | Blancs et nuls        | Blancs et nuls | 1 331        | 3,22         | 901         | 2,11        |  |
| Exprimés       | Exprimés              | Exprimés       | 40 037       | 96,78        | 41 813      | 97,89       |  |

Le suppléant de Georges Santoni était Jean Allemand, commerçant à Carpentras.

### Élections de 1962
| Candidat       | Candidat                | Parti          | Premier tour | Premier tour | Second tour | Second tour |  |
| Candidat       | Candidat                | Parti          | Voix         | %            | Voix        | %           |  |
| -------------- | ----------------------- | -------------- | ------------ | ------------ | ----------- | ----------- |  |
|                | Georges Santoni sortant | UNR-UDT        | 13 147       | 34,57        | 18 519      | 45,41       |  |
|                | Pierre Augier élu       | SFIO           | 10 854       | 28,54        | 22 265      | 54,59       |  |
|                | Claude Granoux          | PCF            | 8 342        | 21,94        | Retrait     | Retrait     |  |
|                | Marcel Perrin           | Radsoc         | 3 009        | 7,91         | Retrait     | Retrait     |  |
|                | André Moulin            | MRP            | 2 677        | 7,04         | Retrait     | Retrait     |  |
|                |                         |                |              |              |             |             |  |
| Inscrits       | Inscrits                | Inscrits       | 56 538       | 100,00       | 56 562      | 100,00      |  |
| Abstentions    | Abstentions             | Abstentions    | 16 799       | 29,71        | 13 953      | 24,67       |  |
| Votants        | Votants                 | Votants        | 39 739       | 70,29        | 42 609      | 75,33       |  |
| Blancs et nuls | Blancs et nuls          | Blancs et nuls | 1 710        | 4,3          | 1 825       | 4,28        |  |
| Exprimés       | Exprimés                | Exprimés       | 38 029       | 95,7         | 40 784      | 95,72       |  |

Le suppléant de Pierre Augier était Léon Ayme, propriétaire agriculteur, conseiller général, adjoint au maire de Pernes. Léon Ayme remplaça Pierre Augier, décédé, du 7 août 1963 au 2 avril 1967.

### Élections de 1967
| Candidat       | Candidat                | Parti          | Premier tour | Premier tour | Second tour | Second tour |  |
| Candidat       | Candidat                | Parti          | Voix         | %            | Voix        | %           |  |
| -------------- | ----------------------- | -------------- | ------------ | ------------ | ----------- | ----------- |  |
|                | Georges Santoni         | UD-Ve          | 16 293       | 33,05        | 21 529      | 43,17       |  |
|                | Léon Ayme sortant réélu | FGDS (SFIO)    | 13 724       | 27,84        | 28 345      | 56,83       |  |
|                | Maurice Charretier      | Rad            | 10 612       | 21,53        | Retrait     | Retrait     |  |
|                | Louis Sauthier          | PCF            | 8 662        | 17,57        | Retrait     | Retrait     |  |
|                |                         |                |              |              |             |             |  |
| Inscrits       | Inscrits                | Inscrits       | 61 627       | 100,00       | 61 616      | 100,00      |  |
| Abstentions    | Abstentions             | Abstentions    | 10 947       | 17,76        | 9 952       | 16,15       |  |
| Votants        | Votants                 | Votants        | 50 680       | 82,24        | 51 664      | 83,85       |  |
| Blancs et nuls | Blancs et nuls          | Blancs et nuls | 1 389        | 2,74         | 1 790       | 3,46        |  |
| Exprimés       | Exprimés                | Exprimés       | 49 291       | 97,26        | 49 874      | 96,54       |  |

Le suppléant de Léon Ayme était André Jaubert, directeur de la caisse de Crédit Agricole, conseiller général du canton de Pertuis.

### Élections de 1968
| Candidat       | Candidat            | Parti          | Premier tour | Premier tour | Second tour | Second tour |  |
| Candidat       | Candidat            | Parti          | Voix         | %            | Voix        | %           |  |
| -------------- | ------------------- | -------------- | ------------ | ------------ | ----------- | ----------- |  |
|                | Georges Santoni élu | UDR (URP)      | 18 902       | 38,59        | 25 044      | 50,94       |  |
|                | Léon Ayme sortant   | FGDS (SFIO)    | 11 273       | 23,02        | 24 116      | 49,06       |  |
|                | Maurice Charretier  | Rad            | 9 738        | 19,88        | Retrait     | Retrait     |  |
|                | Francis Liotaud     | PCF            | 7 921        | 16,17        | Retrait     | Retrait     |  |
|                | Robert Lagier       | PSU            | 1 146        | 2,34         |             |             |  |
|                |                     |                |              |              |             |             |  |
| Inscrits       | Inscrits            | Inscrits       | 61 836       | 100,00       | 61 927      | 100,00      |  |
| Abstentions    | Abstentions         | Abstentions    | 11 786       | 19,06        | 10 981      | 17,73       |  |
| Votants        | Votants             | Votants        | 50 050       | 80,94        | 50 946      | 82,27       |  |
| Blancs et nuls | Blancs et nuls      | Blancs et nuls | 1 070        | 2,14         | 1 786       | 3,51        |  |
| Exprimés       | Exprimés            | Exprimés       | 48 980       | 97,86        | 49 160      | 96,49       |  |

Le suppléant de Georges Santoni était Gilbert Parazols, directeur technique, Compagnon de la Libération.

### Élections de 1973
| Candidat       | Candidat                | Parti          | Premier tour | Premier tour | Second tour | Second tour |  |
| Candidat       | Candidat                | Parti          | Voix         | %            | Voix        | %           |  |
| -------------- | ----------------------- | -------------- | ------------ | ------------ | ----------- | ----------- |  |
|                | Georges Santoni sortant | UDR (URP)      | 17 035       | 31,16        | 27 149      | 48,09       |  |
|                | Francis Leenhardt élu   | PS (UGSD)      | 13 241       | 24,22        | 29 303      | 51,91       |  |
|                | Francis Liotaud         | PCF            | 12 040       | 22,02        | Retrait     | Retrait     |  |
|                | Jean Livadie            | MR             | 5 432        | 9,94         |             |             |  |
|                | Léonce Barras           | Soc.ind.       | 4 599        | 8,41         |             |             |  |
|                | Guy Laville             | RI             | 2 319        | 4,24         |             |             |  |
|                |                         |                |              |              |             |             |  |
| Inscrits       | Inscrits                | Inscrits       | 68 971       | 100,00       | 68 866      | 100,00      |  |
| Abstentions    | Abstentions             | Abstentions    | 12 596       | 18,26        | 10 376      | 15,07       |  |
| Votants        | Votants                 | Votants        | 56 375       | 81,74        | 58 490      | 84,93       |  |
| Blancs et nuls | Blancs et nuls          | Blancs et nuls | 1 709        | 3,03         | 2 038       | 3,48        |  |
| Exprimés       | Exprimés                | Exprimés       | 54 666       | 96,97        | 56 452      | 96,52       |  |

Le suppléant de Francis Leenhardt était Henri Barthélemy, maire de Lourmarin.

### Élections de 1978
| Candidat       | Candidat               | Parti          | Premier tour | Premier tour | Second tour | Second tour |  |
| Candidat       | Candidat               | Parti          | Voix         | %            | Voix        | %           |  |
| -------------- | ---------------------- | -------------- | ------------ | ------------ | ----------- | ----------- |  |
|                | Maurice Charretier élu | UDF (PR)       | 17 380       | 25,2         | 36 057      | 51,5        |  |
|                | Francis Liotaud        | PCF            | 16 788       | 24,34        | 33 960      | 48,5        |  |
|                | Georges Santoni        | RPR            | 15 835       | 22,96        | Retrait     | Retrait     |  |
|                | Jacques Richard        | PS             | 14 053       | 20,37        | Retrait     | Retrait     |  |
|                | Charles Gilbert        | Écologie 78    | 2 535        | 3,68         |             |             |  |
|                | Henri Bouyol           | PSU (FA)       | 893          | 1,29         |             |             |  |
|                | Dominique Léger        | LO             | 875          | 1,27         |             |             |  |
|                | Michel Locquet         | FN             | 616          | 0,89         |             |             |  |
|                |                        |                |              |              |             |             |  |
| Inscrits       | Inscrits               | Inscrits       | 82 824       | 100,00       | 82 816      | 100,00      |  |
| Abstentions    | Abstentions            | Abstentions    | 12 199       | 14,73        | 10 353      | 12,5        |  |
| Votants        | Votants                | Votants        | 70 625       | 85,27        | 72 463      | 87,5        |  |
| Blancs et nuls | Blancs et nuls         | Blancs et nuls | 1 650        | 2,34         | 2 446       | 3,38        |  |
| Exprimés       | Exprimés               | Exprimés       | 68 975       | 97,66        | 70 017      | 96,62       |  |

La suppléante de Maurice Charretier était Marie-Magdeleine Signouret, infirmière, maire de Cadenet. Marie-Magdeleine Signouret remplaça Maurice Charretier, nommé membre du gouvernement, du 5 août 1979 au 22 mai 1981.

### Élections de 1981
| Candidat       | Candidat                   | Parti          | Premier tour | Premier tour | Second tour | Second tour |  |
| Candidat       | Candidat                   | Parti          | Voix         | %            | Voix        | %           |  |
| -------------- | -------------------------- | -------------- | ------------ | ------------ | ----------- | ----------- |  |
|                | Maurice Charretier sortant | UDF (PR)       | 27 475       | 42,51        | 30 733      | 43,82       |  |
|                | André Borel élu            | PS             | 24 749       | 38,29        | 39 405      | 56,18       |  |
|                | Francis Liotaud            | PCF            | 11 881       | 18,38        | Retrait     | Retrait     |  |
|                | Alain Germain              | PFN            | 531          | 0,82         |             |             |  |
|                |                            |                |              |              |             |             |  |
| Inscrits       | Inscrits                   | Inscrits       | 88 546       | 100,00       | 88 538      | 100,00      |  |
| Abstentions    | Abstentions                | Abstentions    | 22 912       | 25,88        | 17 051      | 19,26       |  |
| Votants        | Votants                    | Votants        | 65 634       | 74,12        | 71 487      | 80,74       |  |
| Blancs et nuls | Blancs et nuls             | Blancs et nuls | 998          | 1,52         | 1 349       | 1,89        |  |
| Exprimés       | Exprimés                   | Exprimés       | 64 636       | 98,48        | 70 138      | 98,11       |  |

Le suppléant d'André Borel était Roger Georges Ghio, entrepreneur de maçonnerie retraité, conseiller régional, conseiller général du canton de Carpentras-Nord.

### Élections de 1988
| Candidat       | Candidat                  | Parti          | Premier tour | Premier tour | Second tour | Second tour |  |
| Candidat       | Candidat                  | Parti          | Voix         | %            | Voix        | %           |  |
| -------------- | ------------------------- | -------------- | ------------ | ------------ | ----------- | ----------- |  |
|                | André Borel sortant réélu | PS             | 24 084       | 39,38        | 34 958      | 52,95       |  |
|                | Pierre Fructus            | UDF (URC)      | 19 055       | 31,16        | 31 065      | 47,05       |  |
|                | Gabriel Chuvin            | FN             | 11 049       | 18,07        |             |             |  |
|                | Gilbert Plat              | PCF            | 6 968        | 11,39        |             |             |  |
|                |                           |                |              |              |             |             |  |
| Inscrits       | Inscrits                  | Inscrits       | 91 326       | 100,00       | 91 292      | 100,00      |  |
| Abstentions    | Abstentions               | Abstentions    | 28 895       | 31,64        | 23 296      | 25,52       |  |
| Votants        | Votants                   | Votants        | 62 431       | 68,36        | 67 996      | 74,48       |  |
| Blancs et nuls | Blancs et nuls            | Blancs et nuls | 1 275        | 2,04         | 1 973       | 2,9         |  |
| Exprimés       | Exprimés                  | Exprimés       | 61 156       | 97,96        | 66 023      | 97,1        |  |

Le suppléant d'André Borel était Michel Fuillet, directeur de laboratoire d'analyses médicales, de L'Isle-sur-la-Sorgue.

### Élections de 1993
| Candidat       | Candidat                   | Parti          | Premier tour | Premier tour | Second tour | Second tour |  |
| Candidat       | Candidat                   | Parti          | Voix         | %            | Voix        | %           |  |
| -------------- | -------------------------- | -------------- | ------------ | ------------ | ----------- | ----------- |  |
|                | Yves Rousset-Rouard élu    | UDF (PR)       | 21 144       | 32,29        | 29 281      | 42,71       |  |
|                | Thibaut de la Tocnaye      | FN             | 13 557       | 20,71        | 13 112      | 19,13       |  |
|                | André Borel sortant        | PS (ADFP)      | 13 472       | 20,58        | 26 164      | 38,16       |  |
|                | René Volot                 | GÉ (EÉ)        | 6 203        | 9,47         |             |             |  |
|                | Annick Roche               | PCF            | 6 184        | 9,44         |             |             |  |
|                | Nicole Angley              | LT-LNÉ         | 2 530        | 3,86         |             |             |  |
|                | Pierre Priolet             | Divers         | 1 532        | 2,34         |             |             |  |
|                | Christiane Mourey-Aguitton | Divers         | 854          | 1,30         |             |             |  |
|                |                            |                |              |              |             |             |  |
| Inscrits       | Inscrits                   | Inscrits       | 98 125       | 100,00       | 98 111      | 100,00      |  |
| Abstentions    | Abstentions                | Abstentions    | 28 704       | 29,25        | 25 563      | 26,06       |  |
| Votants        | Votants                    | Votants        | 69 421       | 70,75        | 72 548      | 73,94       |  |
| Blancs et nuls | Blancs et nuls             | Blancs et nuls | 3 945        | 5,68         | 3 991       | 5,5         |  |
| Exprimés       | Exprimés                   | Exprimés       | 65 476       | 94,32        | 68 557      | 94,5        |  |

Le suppléant d'Yves Rousset-Rouard était Bernard Dévé, maire RPR de Villelaure.

### Élections de 1997
| Candidat       | Candidat                    | Parti          | Premier tour | Premier tour | Second tour | Second tour |  |
| Candidat       | Candidat                    | Parti          | Voix         | %            | Voix        | %           |  |
| -------------- | --------------------------- | -------------- | ------------ | ------------ | ----------- | ----------- |  |
|                | André Borel élu             | PS             | 17 966       | 27,09        | 31 614      | 43,21       |  |
|                | Yves Rousset-Rouard sortant | UDF (PPDF)     | 18 473       | 27,85        | 29 030      | 39,68       |  |
|                | Simone Rémond               | FN             | 14 851       | 22,39        | 12 514      | 17,11       |  |
|                | Louis Gerent                | PCF            | 6 579        | 9,92         |             |             |  |
|                | Anne-Marie Billiottet       | Les Verts      | 3 441        | 5,19         |             |             |  |
|                | Nicole Arnaud-Martinez      | LDI (MPF)      | 2 001        | 3,02         |             |             |  |
|                | Renée Bensi                 | LT-LNÉ         | 1 081        | 1,63         |             |             |  |
|                | Jean-Luc Chelli             | GÉ             | 1 008        | 1,52         |             |             |  |
|                | Marc Faivet                 | MÉI            | 921          | 1,39         |             |             |  |
|                |                             |                |              |              |             |             |  |
| Inscrits       | Inscrits                    | Inscrits       | 100 410      | 100,00       | 100 429     | 100,00      |  |
| Abstentions    | Abstentions                 | Abstentions    | 30 728       | 30,6         | 24 552      | 24,45       |  |
| Votants        | Votants                     | Votants        | 69 682       | 69,4         | 75 877      | 75,55       |  |
| Blancs et nuls | Blancs et nuls              | Blancs et nuls | 3 361        | 4,82         | 2 719       | 3,58        |  |
| Exprimés       | Exprimés                    | Exprimés       | 66 321       | 95,18        | 73 158      | 96,42       |  |

Le suppléant d'André Borel était Roger Fénelon, entrepreneur, maire de Bonnieux, élu conseiller général du canton de Bonnieux en 1998.

### Élections de 2002
|                              | Jean-Louis Joseph     | PS (Les Verts)             | 19 576  | 27,59  | 30 329  | 47,76  |  |  |  |  |  |
|                              | Maurice Giro élu      | UMP                        | 14 805  | 20,87  | 33 178  | 52,24  |  |  |  |  |  |
|                              | Nadine Ephrem-Bellier | FN                         | 13 676  | 19,28  |         |        |  |  |  |  |  |
|                              | Germain Giraud        | UDF                        | 7 104   | 10,01  |         |        |  |  |  |  |  |
|                              | Maurice Chabert       | Divers droite              | 4 950   | 6,98   |         |        |  |  |  |  |  |
|                              | Louis Gerent          | PCF                        | 2 065   | 2,91   |         |        |  |  |  |  |  |
|                              | Daniel Audibert       | CPNT                       | 1 689   | 2,38   |         |        |  |  |  |  |  |
|                              | Pierre Vidal          | Divers écologiste (LT-LNÉ) | 1 006   | 1,42   |         |        |  |  |  |  |  |
|                              | Gérard Bidault        | LCR                        | 1 000   | 1,41   |         |        |  |  |  |  |  |
|                              | Thierry Cabeau        | Extrême droite (DDC)       | 933     | 1,32   |         |        |  |  |  |  |  |
|                              | Jean-Claude Absil     | MNR                        | 769     | 1,08   |         |        |  |  |  |  |  |
|                              | Corinne Marrone       | Pôle républicain           | 544     | 0,77   |         |        |  |  |  |  |  |
|                              | Camille Bailly        | LO                         | 522     | 0,74   |         |        |  |  |  |  |  |
|                              | Michel Ricodeau       | Divers écologiste (MÉI)    | 489     | 0,69   |         |        |  |  |  |  |  |
|                              | Stéphanie Gaglio      | Divers écologiste          | 458     | 0,65   |         |        |  |  |  |  |  |
|                              | Françoise Nouguier    | MPF                        | 368     | 0,52   |         |        |  |  |  |  |  |
|                              | Thibaut De Saint Rapt | Divers                     | 360     | 0,51   |         |        |  |  |  |  |  |
|                              | Véronique Raphel      | Divers écologiste (GÉ)     | 268     | 0,38   |         |        |  |  |  |  |  |
|                              | Danielle Ferragut     | Régionaliste (PO)          | 168     | 0,24   |         |        |  |  |  |  |  |
|                              | Clara Jost            | Divers droite (CNIP)       | 132     | 0,19   |         |        |  |  |  |  |  |
|                              | Jésus Ibanez          | Divers (PF)                | 66      | 0,09   |         |        |  |  |  |  |  |
|                              |                       |                            |         |        |         |        |  |  |  |  |  |
| Inscrits                     | Inscrits              | Inscrits                   | 110 306 | 100,00 | 109 302 | 100,00 |  |  |  |  |  |
| Abstentions                  | Abstentions           | Abstentions                | 37 713  | 34,19  | 42 002  | 38,43  |  |  |  |  |  |
| Votants                      | Votants               | Votants                    | 72 593  | 65,81  | 67 300  | 61,57  |  |  |  |  |  |
| Blancs et nuls               | Blancs et nuls        | Blancs et nuls             | 1 645   | 2,27   | 3 793   | 5,64   |  |  |  |  |  |
| Exprimés                     | Exprimés              | Exprimés                   | 70 948  | 97,73  | 63 507  | 94,36  |  |  |  |  |  |
| Source : Assemblée nationale |                       |                            |         |        |         |        |  |  |  |  |  |

La suppléante de Maurice Giro était Corinne Paiocchi, adjointe au maire d'Apt.

### Élections de 2007
| Candidat       | Candidat                | Parti          | Premier tour | Premier tour | Second tour | Second tour |  |
| Candidat       | Candidat                | Parti          | Voix         | %            | Voix        | %           |  |
| -------------- | ----------------------- | -------------- | ------------ | ------------ | ----------- | ----------- |  |
|                | Jean-Claude Bouchet élu | UMP            | 25 169       | 34,16        | 39 523      | 55,28       |  |
|                | Jean-Louis Joseph       | PS             | 18 437       | 25,02        | 31 970      | 44,72       |  |
|                | Maurice Giro sortant    | diss. UMP      | 10 511       | 14,26        |             |             |  |
|                | Nicole Bouisse          | UDF–MoDem      | 5 069        | 6,88         |             |             |  |
|                | Marie-Odile Raye        | FN             | 4 830        | 6,55         |             |             |  |
|                | Geneviève Thiebaut      | Les Verts      | 2 180        | 2,96         |             |             |  |
|                | Lydie Antonelli         | PCF            | 2 060        | 2,80         |             |             |  |
|                | Dominique Durin-Gaubert | LCR            | 1 934        | 2,62         |             |             |  |
|                | Daniel Audibert         | CPNT           | 1 267        | 1,72         |             |             |  |
|                | Meena Compagnon         | Divers         | 648          | 0,88         |             |             |  |
|                | Françoise Nouguier      | MPF            | 642          | 0,87         |             |             |  |
|                | Annie Souchon           | LO             | 419          | 0,57         |             |             |  |
|                | Éric Pellicer           | MNR            | 293          | 0,40         |             |             |  |
|                | Thibaut De Saint Rapt   | Divers         | 228          | 0,31         |             |             |  |
|                | Gabriel Bardonnet       | Divers         | 0            | 0,00         |             |             |  |
|                |                         |                |              |              |             |             |  |
| Inscrits       | Inscrits                | Inscrits       | 120 724      | 100,00       | 120 712     | 100,00      |  |
| Abstentions    | Abstentions             | Abstentions    | 45 794       | 37,93        | 46 692      | 38,68       |  |
| Votants        | Votants                 | Votants        | 74 930       | 62,07        | 74 020      | 61,32       |  |
| Blancs et nuls | Blancs et nuls          | Blancs et nuls | 1 243        | 1,66         | 2 527       | 3,41        |  |
| Exprimés       | Exprimés                | Exprimés       | 73 687       | 98,34        | 71 493      | 96,59       |  |

### Élections de 2012
| Candidat       | Candidat                          | Parti                   | Premier tour | Premier tour | Second tour | Second tour |  |
| Candidat       | Candidat                          | Parti                   | Voix         | %            | Voix        | %           |  |
| -------------- | --------------------------------- | ----------------------- | ------------ | ------------ | ----------- | ----------- |  |
|                | Jean-Claude Bouchet sortant réélu | UMP                     | 13 853       | 28,24        | 21 293      | 55,54       |  |
|                | Émile Cavasino                    | FN                      | 13 422       | 27,36        | 17 045      | 44,46       |  |
|                | Jacques Olivier                   | EÉLV (PS, PRG)          | 9 608        | 19,59        |             |             |  |
|                | Michel Fuillet                    | diss. PS                | 7 444        | 15,17        |             |             |  |
|                | Marc Brunet                       | FG (PCF)                | 2 527        | 5,15         |             |             |  |
|                | Christophe Lombard                | NC                      | 1 623        | 3,31         |             |             |  |
|                | Marie-Odile Viac                  | Divers écologiste (AÉI) | 427          | 0,87         |             |             |  |
|                | Salvator Rizza                    | Extrême gauche (LO)     | 152          | 0,31         |             |             |  |
|                |                                   |                         |              |              |             |             |  |
| Inscrits       | Inscrits                          | Inscrits                | 80 396       | 100,00       | 80 412      | 100,00      |  |
| Abstentions    | Abstentions                       | Abstentions             | 30 693       | 38,18        | 36 007      | 44,78       |  |
| Votants        | Votants                           | Votants                 | 49 703       | 61,82        | 44 405      | 55,22       |  |
| Blancs et nuls | Blancs et nuls                    | Blancs et nuls          | 647          | 1,3          | 6 067       | 13,66       |  |
| Exprimés       | Exprimés                          | Exprimés                | 49 056       | 98,7         | 38 338      | 86,34       |  |

### Élections de 2017
Les élections législatives françaises de 2017 ont lieu les dimanches 11 et 18 juin 2017.
|                                                                          | |                           |                           |                          |                          |
|                                                                          | | Premier tour 11 juin 2017 | Premier tour 11 juin 2017 | Second tour 18 juin 2017 | Second tour 18 juin 2017 |
|                                                                          | |                           |                           |                          |                          |
|                                                                          | | Nombre                    | % des inscrits            | Nombre                   | % des inscrits           |
| Inscrits                                                                 | Inscrits | 83 325                    | 100,00                    | 83 311                   | 100,00                   |
| Abstentions                                                              | Abstentions | 41 585                    | 49,91                     | 47 529                   | 57,05                    |
| Votants                                                                  | Votants | 41 740                    | 50,09                     | 35 782                   | 42,95                    |
|                                                                          | |                           | % des votants             |                          | % des votants            |
| Bulletins blancs                                                         | Bulletins blancs | 584                       | 1,40                      | 3 151                    | 8,81                     |
| Bulletins nuls                                                           | Bulletins nuls | 229                       | 0,55                      | 1 236                    | 3,45                     |
| Suffrages exprimés                                                       | Suffrages exprimés | 40 927                    | 98,05                     | 31 395                   | 87,74                    |
|                                                                          | |                           |                           |                          |                          |
| Candidat Étiquette politique (partis et alliances)                       | Candidat Étiquette politique (partis et alliances)                                                                                 | Voix                      | % des exprimés            | Voix                     | % des exprimés           |
|                                                                          | |                           |                           |                          |                          |
|                                                                          | Sonia Strapelias La République en marche                                                                                           | 12 077                    | 29,51                     | 14 633                   | 46,61                    |
|                                                                          | Jean-Claude Bouchet (député sortant) Les Républicains (Union des démocrates et indépendants - Chasse, pêche, nature et traditions) | 9 249                     | 22,60                     | 16 762                   | 53,39                    |
|                                                                          | Thibaut de la Tocnaye Front national                                                                                               | 9 205                     | 22,49                     |                          |                          |
|                                                                          | Laurent Thérond La France insoumise                                                                                                | 5 120                     | 12,51                     |                          |                          |
|                                                                          | Philippe Batoux Parti socialiste (Parti radical de gauche - Mouvement républicain et citoyen - Parti communiste français)          | 1 981                     | 4,84                      |                          |                          |
|                                                                          | Annie Rosenblatt Europe Écologie Les Verts                                                                                         | 1 216                     | 2,97                      |                          |                          |
|                                                                          | Claude Sala Écologiste (Confédération pour l'homme, l'animal et la planète)                                                        | 840                       | 2,05                      |                          |                          |
|                                                                          | Serge Liotaud Debout la France | 801                       | 1,96                      |                          |                          |
|                                                                          | Jacqueline Espinosa Divers (Union populaire républicaine)                                                                          | 229                       | 0,56                      |                          |                          |
|                                                                          | Michelle Chassagne Lutte ouvrière                                                                                                  | 209                       | 0,51                      |                          |                          |
| Source : Ministère de l'Intérieur - Deuxième circonscription de Vaucluse | |                           |                           |                          |                          |

### Élections de 2022
Les élections législatives françaises de 2022 ont lieu les dimanches 12 et 19 juin 2022.
| Résultats des élections législatives des 12 et 19 juin 2022 de la 2e circonscription de Vaucluse |                          |                          |                          |              |              |             |             |
| Candidat                                                                                         | Candidat                 | Parti et coalition       | Nuance                   | Premier tour | Premier tour | Second tour | Second tour |
| Candidat                                                                                         | Candidat                 | Parti et coalition       | Nuance                   | Voix         | %            | Voix        | %           |
|                                                                                                  | Bénédicte Auzanot        | RN                       | RN                       | 10 662       | 26,08        | 19 210      | 52,18       |
|                                                                                                  | Sylvie Viala             | MoDem (ENS)              | ENS                      | 9 432        | 23,07        | 17 608      | 47,82       |
|                                                                                                  | François Sandoz          | LFI (NUPES)              | NUP                      | 8 804        | 21,53        |             |             |
|                                                                                                  | Stanislas Rigault        | REC                      | REC                      | 4 308        | 10,54        |             |             |
|                                                                                                  | Elisabeth Amoros         | LR (UDC)                 | LR                       | 4 097        | 10,02        |             |             |
|                                                                                                  | Joséfa Leon              | LT-LNE (TUPV)            | ECO                      | 1 058        | 2,59         |             |             |
|                                                                                                  | Eric Guillaumin          | UCE (ÉMP)                | DVC                      | 566          | 1,38         |             |             |
|                                                                                                  | Agnès Piller             | EAC                      | ECO                      | 566          | 1,38         |             |             |
|                                                                                                  | Sébastien Duchemin       | LP (UPF)                 | DSV                      | 557          | 1,36         |             |             |
|                                                                                                  | Sophia Albert            | PA                       | ECO                      | 445          | 1,09         |             |             |
|                                                                                                  | Gérard Mangiavillano     | LO                       | DXG                      | 334          | 0,82         |             |             |
|                                                                                                  | Germain Gaiffe           | SE                       | DIV                      | 59           | 0,14         |             |             |
| Votes valides                                                                                    | Votes valides            | Votes valides            | Votes valides            | 40 888       | 98,11        | 36 818      | 91,81       |
| Votes blancs                                                                                     | Votes blancs             | Votes blancs             | Votes blancs             | 550          | 1,32         | 2 388       | 5,95        |
| Votes nuls                                                                                       | Votes nuls               | Votes nuls               | Votes nuls               | 239          | 0,57         | 896         | 2,23        |
| Total                                                                                            | Total                    | Total                    | Total                    | 41 677       | 100          | 40 102      | 100         |
| Abstention                                                                                       | Abstention               | Abstention               | Abstention               | 44 150       | 51,44        | 45 743      | 53,29       |
| Inscrits / participation                                                                         | Inscrits / participation | Inscrits / participation | Inscrits / participation | 85 827       | 48,56        | 85 845      | 46,71       |

### Élections de 2024
| Candidat                 | Candidat                          | Parti et coalition       | Nuance                   | Premier tour | Premier tour | Second tour | Second tour |
| Candidat                 | Candidat                          | Parti et coalition       | Nuance                   | Voix         | %            | Voix        | %           |
| ------------------------ | --------------------------------- | ------------------------ | ------------------------ | ------------ | ------------ | ----------- | ----------- |
|                          | Bénédicte Auzanot sortante réélue | RN                       | RN                       | 26 667       | 45,95        | 31 195      | 56,92       |
|                          | Patrick Blanes                    | PS (NFP)                 | UG                       | 14 421       | 24,85        | 23 551      | 43,08       |
|                          | Sylvie Viala                      | MoDem (ENS)              | ENS                      | 11 260       | 19,40        | Retrait     | Retrait     |
|                          | Dominique Brogi                   | LR                       | LR                       | 4 008        | 6,91         |             |             |
|                          | Julien Langard                    | REC                      | REC                      | 999          | 1,72         |             |             |
|                          | Gérard Mangiavillano              | LO                       | EXG                      | 590          | 1,02         |             |             |
|                          | José-Angel Sanchez                | SE                       | DIV                      | 84           | 0,14         |             |             |
|                          |                                   |                          |                          |              |              |             |             |
| Suffrages exprimés       | Suffrages exprimés                | Suffrages exprimés       | Suffrages exprimés       | 58 029       | 97,38        | 54 746      | 92,09       |
| Votes blancs             | Votes blancs                      | Votes blancs             | Votes blancs             | 1 081        | 1,81         | 3 633       | 6,11        |
| Votes nuls               | Votes nuls                        | Votes nuls               | Votes nuls               | 480          | 0,81         | 1 067       | 1,79        |
| Total                    | Total                             | Total                    | Total                    | 59 590       | 100          | 59 446      | 100         |
| Abstention               | Abstention                        | Abstention               | Abstention               | 26 889       | 31,09        | 27 050      | 31,27       |
| Inscrits / participation | Inscrits / participation          | Inscrits / participation | Inscrits / participation | 86 479       | 68,91        | 86 496      | 68,73       |

#### Département de Vaucluse
- La fiche de l'INSEE de cette circonscription : « Tableaux et Analyses de la deuxième circonscription de Vaucluse », sur insee.fr, site de l'Institut national de la statistique et des études économiques (consulté le 10 juin 2007) [PDF]

- « Tous les députés du département de Vaucluse depuis 1789 », sur assemblee-nationale.fr, site de l'Assemblée nationale française (consulté le 10 juin 2007)

- « Informations contentieuses sur le département de Vaucluse (Élections législatives de 2002) »(Archive.org • Wikiwix • Archive.is • Google • Que faire ?), sur conseil-constitutionnel.fr, site du Conseil constitutionnel (consulté le 13 juin 2007)

#### Circonscriptions en France
- « Carte des circonscriptions législatives en France », sur assemblee-nationale.fr, site de l'Assemblée nationale française (consulté le 10 juin 2007)

- « Résultats électoraux officiels en France »(Archive.org • Wikiwix • Archive.is • Google • Que faire ?), sur interieur.gouv.fr, site du ministère de l'Intérieur (France) (consulté le 13 juin 2007)

- Description et Atlas des circonscriptions électorales de France sur http://www.atlaspol.com, Atlaspol, site de cartographie géopolitique, consulté le 13 juin 2007.

- Ordonnance no 2009-935